# Dominique Ruff
Dominique Ruff (né le 25 février 1921 à Puttelange-aux-Lacs en Moselle et mort le 15 janvier 1991) est un joueur français de football qui évoluait au poste d'attaquant.

## Biographie
En 1946, il est recruté par le club des Girondins de Bordeaux pour prendre le relais de l'avant-centre espagnol Santiago Urtizberea devenu vieillissant. Il n'arrive pourtant pas à empêcher la relégation du club en D2 et ne reste qu'une saison à Bordeaux (inscrivant 11 buts en 30 rencontres).
Il part ensuite pour le club de l'OGC Nice et n'y reste à nouveau qu'une seule saison avant de partir pour l'équipe de Lyon olympique universitaire.
En 1949, il rejoint le club de l'AS Monaco.